# Mahasoabe (Vohipeno)
Pour les articles homonymes, voir Mahasoabe.
Mahasoabe est une commune rurale malgache située dans la partie sud-est de la région de Fitovinany.